# Variable vectorial
Una Variable vectorial de orden N es un vector compuesto de N elementos, cada uno de los cuales es una variable de un problema matemático.
Se utiliza en sistemas de ecuaciones de varias variables como forma abreviada. Por ejemplo, en un sistema lineal de M ecuaciones con N incógnitas:
{\displaystyle Y={\begin{pmatrix}y_{1}\\y_{2}\\...\\y_{M}\end{pmatrix}}=AX+B={\begin{pmatrix}a_{11}&a_{12}&...&a_{1N}\\a_{21}&a_{22}&...&a_{2N}\\...&...&...&...\\a_{M1}&a_{M2}&...&a_{MN}\end{pmatrix}}{\begin{pmatrix}x_{1}\\x_{2}\\...\\x_{N}\end{pmatrix}}+{\begin{pmatrix}b_{1}\\b_{2}\\...\\b_{M}\end{pmatrix}}}
X es la variable vectorial de orden N.
Se han desarrollado métodos de análisis numérico que aprovechan la condición vectorial de la variable para resolver sistemas de ecuaciones de forma rápida y eficiente empleando sistemas informáticos.
- Datos: Q6159683